# Sedum weberbaueri
Sedum weberbaueri är en fetbladsväxtart som först beskrevs av Friedrich Ludwig Diels, och fick sitt nu gällande namn av J. Thiede och H. 't Hart. Sedum weberbaueri ingår i Fetknoppssläktet som ingår i familjen fetbladsväxter. Inga underarter finns listade i Catalogue of Life.